# Butes
Butes är i grekisk mytologi namnet på ett flertal personer:
- En son till Poseidon eller Pandion I som var anfader till den atenska adelssläkten Eteobutaderna, vilken ärftligt förvaltade Athena Polias och Poseidons kult i Erechtheion.
- En Argonaut, som då dessa passerade sirenerna tjusades av deras sång och kastade sig i havet, men räddades av Afrodite.
- En son till Boreas som stämplade mot styvbrodern Lykurgos men upptäcktes och gick i landsflykt. Han bortrövade flickan Koronis men straffades härför med vansinne av Dionysos, kastade sig i en brunn och omkom.